# Muscina
Muscina is een geslacht van insecten uit de familie van de echte vliegen (Muscidae), die tot de orde tweevleugeligen (Diptera) behoort. Dit geslacht bestaat uit 27 bekende soorten. M. stabulans is de meest bestudeerde soort onder dit geslacht. Andere veelvoorkomende soorten zijn M. levida, en M. prolapsa.

## Soorten
- M. angustifrons (Loew, 1858)
- M. arcuata Shinonaga, 1989
- M. aurantiaca Hough, 1899
- M. brunnea
- M. concolor
- M. dorsilinea (Wulp, 1896)
- M. flukei Snyder, 1956
- M. fulvacrura Snyder, 1956
- M. fungivora Robineau-Desvoidy, 1830
- M. grisea
- M. heterochaeta Villeneuve, 1915
- M. japonica Shinonaga, 1974
- M. krivosheinae Lobanov, 1977
- M. latipennis
- M. levida (Harris, 1780)
- M. longicornis
- M. minor Portschinsky, 1881
- M. pascuorum (Meigen, 1826)
- M. principalis Schiner, 1868
- M. prolapsa (Harris, 1780)
- M. stabulans (Fallen, 1817)
- M. sumatrensis Shinonaga & Kurahashi, 2002
- M. texana
- M. tripunctata Wulp, 1896
- M. varicolor